# Bovines
Pour plus de détails, voir Fiche technique et Distribution.
Bovines, sous-titré ou la vraie vie des vaches est un documentaire français réalisé par Emmanuel Gras sorti le 22 février 2012. Il a été classé comme l'un des films les plus rentables de l'année 2012 par BFM Business.

## Synopsis
Film documentaire sur la vie des vaches, dans leur champ, sous la pluie, au soleil... 
Dans les champs, on les voit étendues dans l'herbe ou broutant paisiblement. Grosses bêtes placides que l’on croit connaître parce que ce sont des animaux d’élevage. Lions, gorilles, ours ont toute notre attention, mais a-t-on jamais vraiment regardé des vaches ? S’est-on demandé ce qu’elles faisaient de leurs journées ? Que font-elles quand un orage passe ? Lorsque le soleil revient ? À quoi pensent-elles lorsqu’elles se tiennent immobiles, semblant contempler le vide ? Mais au fait, pensent-elles ? Au rythme de l’animal, au milieu d’un troupeau, Bovines raconte la vie des vaches, la vraie.

## Fiche technique
- Format de production : 35 mm
- Production : bathysphere productions[2]
- Producteurs : Nicolas Anthomé, Jérémie Jorrand
- Langue : français

## Lieux de tournage
Bovines a été tourné dans le Calvados, à Donnay, Thury-Harcourt et Clécy.

## Distinctions
- Prix du Syndicat français de la critique de cinéma et des films de télévision : Prix du film singulier
- 38e cérémonie des César : Nommé dans la catégorie César du meilleur film documentaire